# Microsoft Academic
Microsoft Academic je brezplačen javni spletni iskalnik za akademske publikacije in literaturo, ki ga je razvil Microsoft Research. Orodje, ki je bilo ponovno zagnano leta 2016, vsebuje povsem novo strukturo podatkov in iskalnik z uporabo semantičnih iskalnih tehnologij. Trenutno indeksira več kot 220 milijonov publikacij, od tega je 88 milijonov člankov.
Academic Knowledge API ponuja iskanje informacij iz osnovne baze podatkov z uporabo končnih točk REST. Iskalnik ponuja ne le rezultatov iskanja in dostopa do virov, temveč tudi informacije o navedbah, ki vključujejo število virov, g-index in h-index. Poleg akademskih publikacij se uporablja tudi za iskanje spletnih strani, ki vsebujejo državne in lokalne evidence.
Storitev nadomešča prejšnji Microsoftov raziskovalni projekt Microsoft Academic Search, ki se je zaključil leta 2012. Platforma je bila razvita leta 2009 podružnice Microsoft Research v Aziji, projekt pa je vodil Zaiqing Nie.